# Maria Gąsienica Daniel-Szatkowska
Maria Gąsienica Daniel, po mężu Szatkowska (ur. 5 lutego 1936 w Zakopanem, zm. 1 stycznia 2016 tamże) – polska narciarka, olimpijka z Cortina d’Ampezzo (1956) i Innsbrucku (1964).

## Życiorys
Na olimpiadzie w Cortina d’Ampezzo 1956, zjazd - nie ukończyła konkurencji na skutek upadków, slalom specjalny – zdyskwalifikowana w pierwszym przejeździe za ominięcie bramki, slalom gigant – 35. miejsce. Na olimpiadzie w Innsbrucku 1964, zjazd – 41. miejsce, slalom specjalny – zdyskwalifikowana za ominięcie bramki, slalom gigant – 36. miejsce. Sześciokrotna mistrzyni Polski, 17-krotna wicemistrzyni Polski. Uczestniczyła w mistrzostwach świata w 1958 zajmując 27. miejsce w zjeździe.
W 1965 roku wraz z Barbarą Grocholską miała w Wiedniu jadąc taksówką ciężki wypadek samochodowy, po którym spędziła sześć tygodni w szpitalu. Karierę sportową zakończyła w 1966 roku.
W latach 1968–1979 prowadziła szkółkę narciarską w klubie Wisła-Gwardia Zakopane.
Została pochowana na Nowym Cmentarzu przy ul. Nowotarskiej w Zakopanem (kw. K2-A-10).

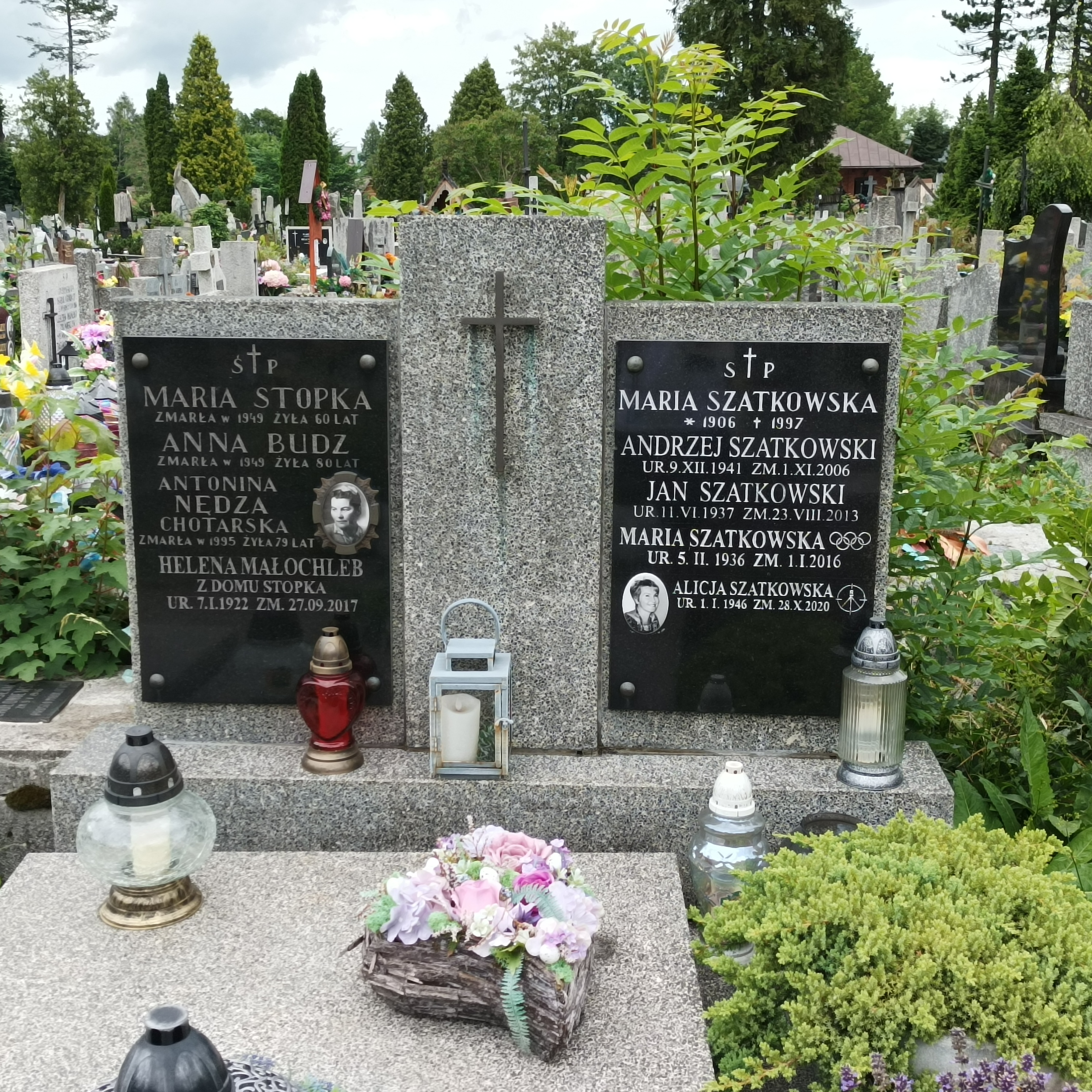
Grób Marii Gąsienicy-Daniel na Nowym Cmentarzu w Zakopanem

## Życie prywatne
Mieszkała w Zakopanem. Ojciec Andrzej Szymon; matka Antonina Karpiel-Chrobak; rodzeństwo – Andrzej ur. 1932, Helena ur. 1934, Franciszek ur. 1937 i Józef ur. 1945. Mężatka, syn Wojciech Szatkowski, ur. 1966, zajmuje się między innymi historią polskiego narciarstwa.

## Odznaczenia
- Zasłużona Mistrzyni Sportu